# Беноково
Беноково — село в Мостовському районі Краснодарського краю, утворює Беноковське сільське поселення.
Село розташовано за 6 км захід від селища міського типу Мостовський, між лівими притоками Ходзя Бенок і Фаджако на межі гірсько-лісової зони.